# Kirch Mulsow
Kirch Mulsow – część gminy (Ortsteil) Carinerland w Niemczech,  w kraju związkowym Meklemburgia-Pomorze Przednie, w powiecie Rostock, w Związku Gmin Neubukow-Salzhaff. Do 25 maja 2019 samodzielna gmina.